# Hugh Bayley

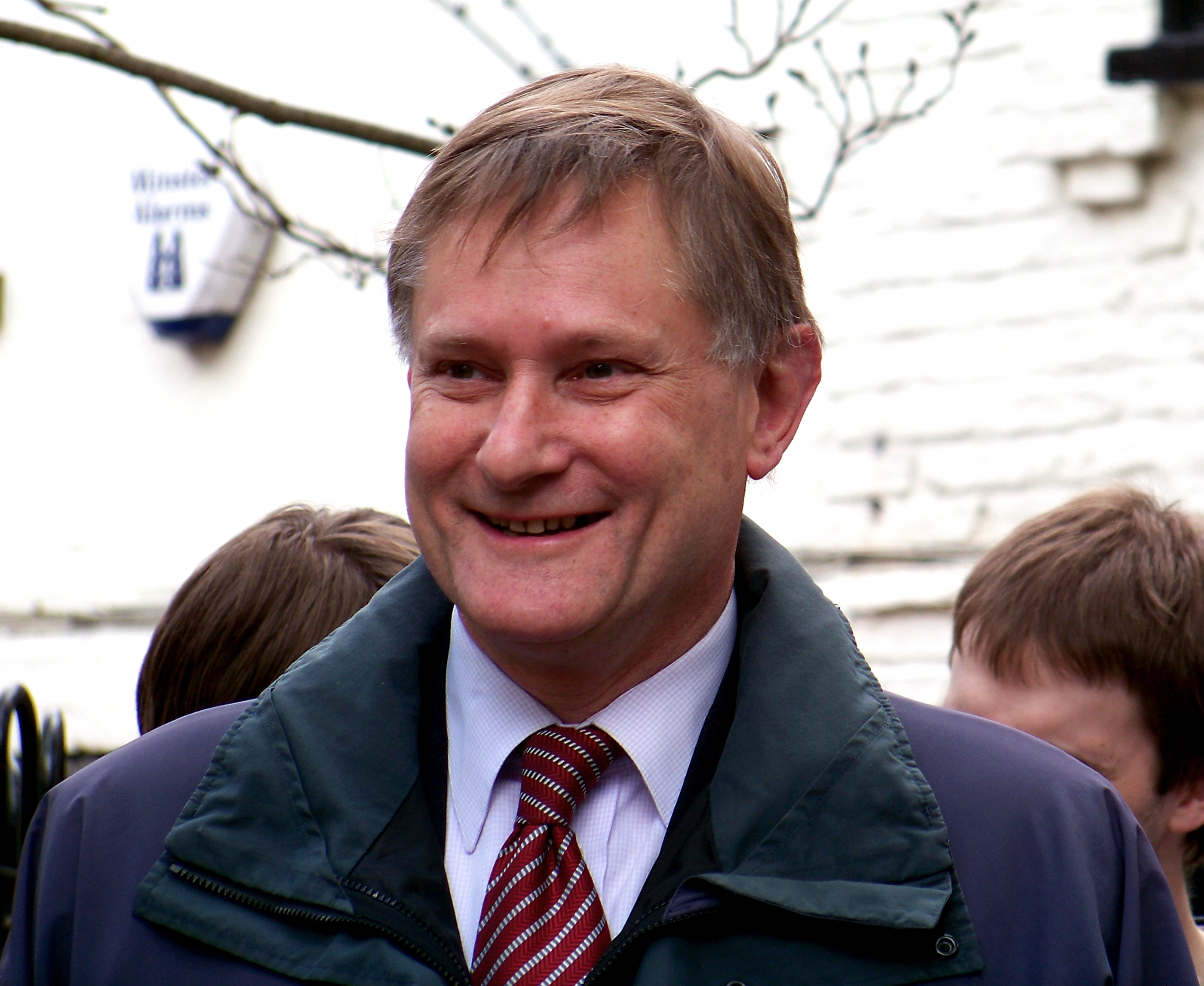
Hugh Bayley (2010)

Hugh Bayley, född 9 januari 1952, är en brittisk parlamentsledamot för Labour. Han representerade valkretsen York i underhuset från 1992 till 1997, City of York från 1997 till 2010 och York Central från 2010 till 2015. 
Bayley gick 2002 ur fackföreningen för transportanställda (National Union of Rail, Maritime and Transport Workers, RMT) efter att de beslutat att bara ge stöd till parlamentsledamöter som stödjer deras politik. Inklusive förstatligande av järnvägarna.